# Roger II Trencavel
Roger Trencavel (1149 - maart 1194) was burggraaf van Carcassonne, Béziers, Razès en Albi. Hij was leenman van zowel het Koninkrijk Aragon als van het graafschap Toulouse. Roger II was de oudste zoon van Raymond I Trencavel en Saure.

## Biografie
De regeerperiode van Roger II werd gekenmerkt door vele problemen. Zo was zijn aanstelling tot burggraaf een doorn in het oog Raymond V van Toulouse. Deze benoemde daarom Rogier Bernard I van Foix tot burggraaf. Dit kwam tot een treffen tussen de beide graven. Uiteindelijk werd dit geschil tussen beide graven bijgelegd.
In de tijd van zijn regering heerste ook het katharisme in de regio. Er was vanuit Rome veel aangelegen dat deze vorm van ketterij verdween. Zodoende werden de feodale heersers in Zuid-Frankrijk, waaronder Roger II, aangespoord tot het uitroeien van de ketterij. De plaatselijke kerkleiders waren het niet eens met de softe aanpak van Roger tegen de katharen. Zo werd hij onder meer gevangengezet door de bisschop van Albi en werd ook nog twee keer geëxcommuniceerd.
Begin jaren 80 mengt Roger II zich in een oorlog die op dat moment woedt in de Provence. In 1185 vormde hij samen met Rogier Bernard I van Foix, Hendrik II van Engeland en Alfons I van Aragón een alliantie tegen het Graafschap Toulouse.
De gezondheid van Roger II gaat daarna snel achteruit, hij laat al in 1191 zijn vazallen trouw zweren aan zijn zoon Raimond-Roger Trencavel. Hij sterft drie jaar later.

## Huwelijk en kinderen
In 1171 trouwt Roger met Adelheid van Toulouse, dochter van Raymond V. Uit dit huwelijk kreeg hij één kind:
- Raimond-Roger Trencavel (1185 - 1209), volgde hem op.